# Lasiurus intermedius
Lasiurus intermedius é uma espécie de morcego da família Vespertilionidae. Pode ser encontrada no Belize, Cuba, El Salvador, Guatemala, Honduras, México e Estados Unidos da América.